# Slade Castle
Slade Castle er et beboelsestårn og National Monument i County Wexford, Irland. Det ligger i landsbyen Slade på Hook Peninsula og daterer primært til slutningen af 1400-tallet eller begyndelsen af 1500-tallet.